# Volume 8: The Threat Is Real
Volume 8: The Threat Is Real este albumul cu numărul 8 al trupei americane de heavy metal Anthrax lansat la 21 iulie 1998.

## Cântece
- „Crush” (John Bush, Scott Ian, Charlie Benante) – 4:21
- „Catharsis” (Bush, Ian, Benante, Bello) – 4:53
- „Inside Out” (Bush, Ian, Benante) – 5:31
- „P & V” (Bush, Ian, Benante) – 3:12
- „604” (Bush, Ian, Benante) – 0:35
- „Toast to the Extras” (Bush, Ian, Benante) – 4:24
- „Born Again Idiot” (Bush, Ian, Benante) – 4:17
- „Killing Box” (Bush, Ian, Benante) – 3:37
- „Harms Way” (Bush, Ian, Benante) – 5:13
- „Hog Tied” (Bush, Ian, Benante) – 4:36
- „Big Fat” (Bush, Ian, Benante) – 6:01
- „Cupajoe” (Bush, Ian, Benante) – 0:46
- „Alpha Male” (Bush, Ian, Benante) – 3:05
- „Stealing from a Thief” + ”Pieces” (bonusspår) (Bush, Ian, Benante) – 13:02

## Personal
- Scott Ian - chitară ritmică
- Charlie Benante - tobe
- Frank Bello - bas, vocal
- John Bush - vocal

### Invitați speciali
- Phil Anselmo (Pantera) - vocal
- Dimebag Darrell (Pantera) - chitară
- Paul Crook - chitară, producător